# Alloise
А́лла Моско́вка (більш відома як Alloise; нар. 19 жовтня 1984, Полтава, Українська РСР, СРСР) — українська співачка, що виконує пісні в стилях поп, соул, RnB і фольк.

## Життєпис
Алла народилась 19 жовтня 1984 р. у Полтаві. Вступила до полтавської школи мистецтв, потім у студії при музичному училищі. Також паралельно навчалася в ліцеї № 1 в класі з інтенсивним вивченням інформатики та англійської мови. 2002 року вступила до Київського Національного Університету культури і мистецтв. У 2004 році співала у складі електронної групи «Tomato Jaws», потім зайнялася діджейством і на деякий час стала вокальним та dj-резидентом київських клубів.
З 2007 р. по 2012 р. була вокалісткою і автором пісень групи «Gorchitza» — українського англомовного гурту, який був визнаний за межами країни, незважаючи на те, що авторитетні продюсери пророкували групі провал через неформатність і новизну матеріалу.
У квітні 2012 року ALLOISE почала сольну кар'єру, почавши співпрацю з музичним лейблом Firework Sound.
У листопаді 2012 вона стала кращою українською артисткою за версією MTV EMA.
За роки своєї кар'єри співачка виступала на одній сцені з такими світовими артистами, як Morcheeba, Kosheen, Craig David, Nelly Furtado, Jessie Ware, Sophie Ellis Bextor, Loreen і Faithless.
Також співачка співпрацювала зі всесвітньо відомим продюсером — Уолденом, відомим по роботі з Whitney Houston, Ray Charles, Diana Ross та іншими.
Крім музичної кар'єри, Алла грає в театрі «КРІТ» у таких п'єсах — «Сни Васіліси Єгоровни» за п'єсами Леся Подерв'янського та «Andy Warhol. Вигадка.» В червні 2013 року співачка презентувала дебютний альбом «Bygone». До платівки увійшло 12 авторських треків співачки.
Московка стала хедлайнером фестивалю MTV до Міжнародного Дня молоді у 2014 році.
У червні 2014 року кліп ALLOISE на пісню Tell Me Of Fire потрапив в ефір телеканалу MTV США. Це перша пісня виконавців української естради, яка обрана для трансляції в ефірі головного музичного каналу США.
Також в цьому ж місяці офіційний італійський чарт www.earone.it визнав пісню «Tell Me Of Fire» «кращою піснею тижня». Крім того, кліп на цю пісню транслюється в ефірах музичних телеканалів Швейцарії, Угорщині, Словенії та інших країн.

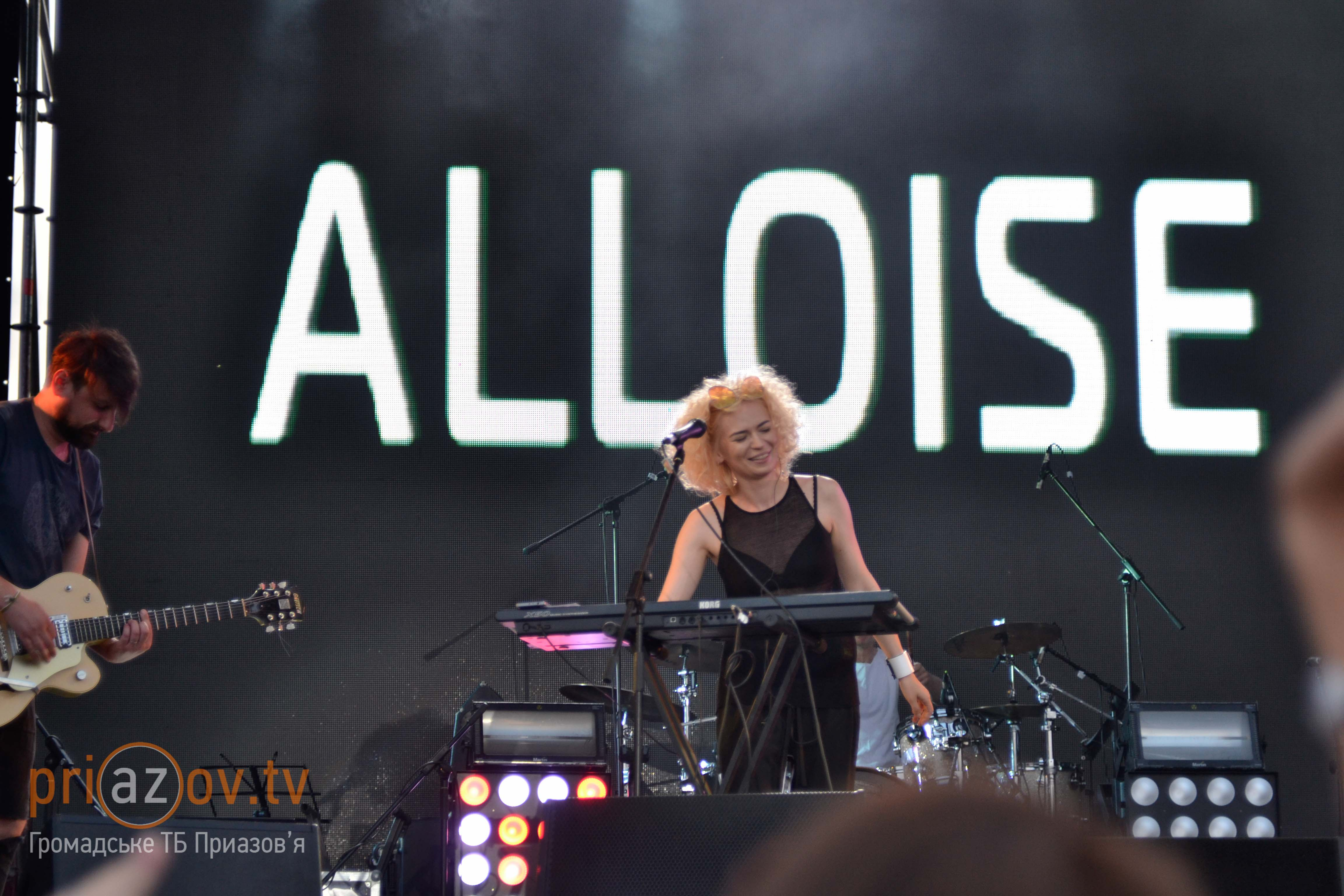
ALLOISE на фестивалі MRPL City 2017 у Маріуполі.

2016 року Алла заспівала дуетом із Олегом Собчуком, записавши разом з гуртом СКАЙ одну з пісень для альбому «Нове життя».
У липні 2017 співачка виступила на першому фестивалі MRPL City 2017 у Маріуполі.

## Нагороди
- 2012 рік — найкращий український артист за версією MTV EMA
- 2012—2013 рік — номінація [http://bestin.ua/life/event/3942/%5Bнедоступне+посилання+з+лютого+2019%5D «VIVA!][недоступне посилання з серпня 2019] [http://bestin.ua/life/event/3942/%5Bнедоступне+посилання+з+лютого+2019%5D Найкрасивіші»][недоступне посилання з серпня 2019]

## Дискографія

### Студійні альбоми
- 2013: Bygone
- 2016: Episodes
- 2020: Bare Nerve EP

### Сингли
| Рік  | Назва                 | Найвища позиція | Альбом     |
| Рік  | Назва                 | UKR TOP 40      | Альбом     |
| ---- | --------------------- | --------------- | ---------- |
| 2012 | «She Knows»           |                 | Bygone     |
| 2012 | «Love Me or Leave Me» |                 | Bygone     |
| 2012 | «Sweet Love»          |                 | Bygone     |
| 2013 | «Who's the Fool»      | 38              | Bygone     |
| 2013 | «Falling»             |                 | —          |
| 2013 | «Simple thing»        |                 | —          |
| 2014 | «Tell Me of Fire»     |                 | Episodes   |
| 2014 | «Circus»              |                 | Episodes   |
| 2014 | «One Touch»           |                 | Episodes   |
| 2015 | «Merry-Go-Round»      | 31              | Episodes   |
| 2015 | «In a Big City»       |                 | Episodes   |
| 2015 | «Знайду»              | 7               | Нове життя |
| 2015 | «Crown»               |                 | Episodes   |
| 2017 | «Мольфар»             |                 | —          |